# Otto Wahle
Otto Wahle (* 5. November 1879 in Wien; † 11. August 1963 in New York) war ein österreichischer Schwimmer. Er war Mitglied im Schwimmclub Austria Wien.
Bei den 14. Deutschen Meisterschaften im Schwimmen 1897 wurde er deutscher Meister über 100 m Freistil. Bei den Olympischen Spielen 1900 in Paris kam er dann im 1000-Meter-Freistilbewerb und über 200 m Hindernis jeweils auf den zweiten Platz. Vier Jahre später war er der einzige offizielle Teilnehmer Österreichs bei den Olympischen Spielen in St. Louis, wo er über 440 yds Freistil nochmals Bronze errang. Wahle stellte auch einen neuen Europarekord über 200 m Freistil auf (3:08,4 Minuten).
Später wanderte er in die USA aus und lebte bis zu seinem Tod in New York City. Er war zudem mit dem Schwimmer Karl Ruberl befreundet, der ebenfalls aus Österreich stammte und auch in die Vereinigten Staaten auswanderte.
Im Jahr 1996 wurde er in die Ruhmeshalle des internationalen Schwimmsports aufgenommen.